# Deng Qingming
Deng Qingming (março de 1966), nacional de Han, nativo do Condado de Yixuan, Cidade de Fuzhou, Província de Jiangxi, China, é um taikonauta da Brigada de Astronautas do Exército Chinês.

## Biografia
Nascido em março de 1966 numa família rural de Yihuang, ele entrou na Escola Preparatória da Força Aérea em Baoding em junho de 1984, formando-se e sendo atribuído à Cidade de Yanji, em 1987, onde oficialmente tornou-se um piloto da Força Aérea Chinesa. É atualmente um major.
Em 1998, ele entrou na Brigada de Taikonautas e foi parte do primeiro grupo do programa Shenzhou. Em 2014, Li Qinglong, Wu Jie, Chen Quan, Pan Zhanchun e Zhao Chuandong, do primeiro grupo, foram suspensos do regime de treinamento e voo devido a idade, então Deng Qingming tornou-se o único taikonauta do primeiro grupo, que não voou, ainda em serviço ativo. Em 2018, ele recebeu o título honorífico de "Modelo de Todas as Épocas" da Propaganda Central.
Ele foi anunciado como parte da Shenzhou 15 no dia 28 de novembro de 2022, após ter aguardado 24 anos desde sua entrada no corpo de taikonautas. Foi lançado ao espaço no dia 29 de novembro de 2022.